# Saison 6 de MacGyver
 (septembre 2019).
Si vous disposez d'ouvrages ou d'articles de référence ou si vous connaissez des sites web de qualité traitant du thème abordé ici, merci de compléter l'article en donnant les références utiles à sa vérifiabilité et en les liant à la section « Notes et références ».
Chronologie
Saison 5 Saison 7
Cet article présente le guide des épisodes de la sixième saison de la série télévisée américaine MacGyver.

## Présentation
Cette sixième saison est composée de 21 épisodes et diffusée de 1990 à 1991.
Les apparitions de Dana Elcar (Pete) se font de plus en plus rares, dues à sa maladie.
On dénombre seulement deux interventions de personnages récurrents pour cette sixième saison : Harry pour son testament, et Murdoc, pour son retour.

## Distribution

### Acteurs principaux
- Richard Dean Anderson : Angus MacGyver
- Dana Elcar : Peter Thornton (9 épisodes)

### Acteurs récurrents
- John Anderson : Harry Jackson (1 épisode)
- Michael Des Barres : Murdoc (1 épisode)

## Épisodes

### Épisode 1:Le Gang anti-drogue
- États-Unis : 17 septembre 1990 sur ABC
- France : 6 janvier 1991 sur Antenne 2

- Richard Chaves (Manny Lopez)
- Garvin Funches (Coco Hubbard)
- Dale Wilson (en) (Dennis)
- Jason Scott (Angel)
- Richard Roundtree (VF : Pascal Renwick) (Rutherford T. Hines)
- Gerry Bean (en) (Harris)
- Gabe Khouth (Hector)
- Don Thompson (Myron)
- Danny Wattley (Sinclair)

- Après la générique, l'épisode débute sur le rap Tough boys de G Love E
- Pete n'apparaît pas dans cet épisode.
- Deuxième et dernière apparition de Richard Chaves ; il avait incarné Enrique dans l'épisode Le trésor de Manco (5x15).
- Première apparition de Garvin Funches, il reviendra dans la saison 7 (E11)
- Quatrième apparition de Dale Wilson, après une dernière apparition (S6-E8), il aura un petit rôle dans Stargate SG1 (S6-E14) avant de devenir la voix de Gus Bonner dans Stargate Infinity.
- Troisième apparition de Gerry Bean, il fera une dernière apparition dans l'épisode 20.
- Dernière apparition de Don Thompson, il aura 2 rôles dans Stargate SG1 (S5-E12 et S9-E14) avant de rejoindre Sanctuary pour un petit rôle (S1-E2).
- Danny Wattley jouera le Lieutenant Johnson dans Stargate Atlantis (S2-E4)

### Épisode 2:Un Geste d'humanité
- États-Unis : 24 septembre 1990 sur ABC
- France : 30 décembre 1990 sur Antenne 2

- Brooks Gardner (VF : Michel Vigné) (Victor)
- Larry D. Mann (Capitaine Ion Cuzo)
- Alan Scarfe (Commandant Krik)
- Serge Houde (Le délégué français)
- Andrew Kavadas (Victor)

- Deuxième et dernière apparition de Larry D. Mann.
- Alan Scarfe jouera le Chancellor Druhin dans Stargate Atlantis (S1-E6). Il est surtout connu pour son rôle du Dr Bradley Talmadge dans Sept jours pour agir.
- Andrew Kavadas jouera d'abord Olaf dans Stargate SG1 (S2-E6) puis deviendra un Jaffa de Zipacna dans la saison 5.
- Deuxième apparition de Serge Houde, il sera connu plus tard pour son rôle de John Sullivan dans Largo Winch.

### Épisode 3:L'Arme maudite
40196-107
- États-Unis : 1er octobre 1990 sur ABC
- France : 20 janvier 1991 sur Antenne 2

- Charles Payne (Breeze)
- Zachary Ansley (en) (Todd Fowler)
- Julie Downing (Laura Fowler)
- Jerry Wasserman (VF : Serge Blumenthal) (Omer Maddox)
- Jay Brazeau (VF : Yves Barsacq) (Zamora)
- Vincent Gale (Duke Lyman)
- Anthony Ulc (Evers)

- Troisième et dernière apparition de Breeze. Charles Payne rejoindra l'équipe de Stargate SG1 pour des rôles où il ne sera pas crédité (saison 1, 6 et 7).
- Troisième et dernière apparition de Jerry Wasserman. Il jouera plus tard 2 rôles dans Stargate SG1 (S2-E14 et S7-E20)).
- Deuxième et dernière apparition de Jay Brazeau, plus tard il rejoindra l'équipe de Stargate SG1 en tant qu'Arlan (S1-18 et S4-E21) puis Stargate Atlantis en tant que Seigneur Protecteur (S2-E15).
- Anthony Ulc rejoindra Stargate SG1 en tant que le major Mansfield dans 2 épisodes (S5-E15 et 16)
- Vincent Gale fera une petite apparition dans Stargate SG1 (S6-E5) puis il rejoindra l'équipe de Stargate Univers en tant que Morrisson dans les 2 saisons et pour finir il retrouvera Amanda Tapping dans Sanctuary pour 2 épisodes (S3-E8 et E17).
- Un épisode très engagé contre les armes à feu qui a provoqué un tollé aux États-Unis du côté des armuriers et surtout de la très puissante NRA qui n'hésite pas à boycotter la série et conseille même à ses membres de faire de même.

### Épisode 4:Le questionnaire
40196-108
- États-Unis : 8 octobre 1990 sur ABC
- France : 27 janvier 1991 sur Antenne 2

- Mayim Bialik (Lisa Woodman)
- Joe Lambie (Eric Woodman)
- Patrie Allen (Catherine Woodman)
- Linden Ashby (Brett Reynolds)
- Kimberly Neville (Holly)
- Jackson Davies (en) (Détective Mike Kiley)
- Claire Vardiel (Betty)

- Pete n'apparaît pas dans cet épisode.
- Troisième et dernière apparition de Lisa Woodman.
- Troisième et dernière apparition de Joe Lambie, dont 2 en tant que le père de Lisa.
- Deuxième et dernière apparition de Patrie Allen.
- Troisième apparition de Jackson Davies et première en tant que Mike Kiley, il reviendra dans 2 autres épisodes de la saison pour ce rôle.
- Cinquième et dernière apparition de Claire Vardiel.

### Épisode 5:Le mur
40196-110
- États-Unis : 22 octobre 1990 sur ABC
- France : 10 février 1991 sur Antenne 2

- Brigitta Stenberg (en) (Maria Romburg)
- John Horn (Huber)
- Reiner Schöne (Helmut Weise)
- Jackson Davies (en) (Lieutenant Mike Kiley)
- Milton Selzer (Otto Romburg)
- Bruce Harwood (Willis)
- Vince Deadrick Jr (Eric Romburg)

- Première apparition de Maria Romburg, elle reviendra dans l'épisode 8.
- Deuxième et dernière apparition de Milton Selzer dans la série ; il jouait le rôle d'Izzy dans l'épisode L'Amadeus perdu (5x18).
- Deuxième apparition de Bruce Harwood et première en tant que Willis, il reviendra dans ce rôle dans 3 épisodes. Il fera une courte apparition le temps d'un épisode de Stargate SG1 (S6-E4), mais il est surtout connu pour son rôle de John Fitzgerald Byers dans X-Files.
- Quatrième et dernière apparition de Vince Deadrick Jr. en tant qu'acteur, sinon, il a coordonné de nombreuses cascades dans la série.
- Après Entrée en fac sur les Manifestations de la place Tian'anmen, Un geste d'humanité sur l'après Ceaucescu, Le Mur traite de la chute du Mur de Berlin.

### Épisode 6:Un cours sur le mal
40196-111
- États-Unis : 29 octobre 1990 sur ABC
- France : 3 février 1991 sur Antenne 2

- Kim Zimmer (Inspecteur Kate Murphy)
- William Morgan Sheppard (Dr. Zito)
- Jackson Davies (en) (Commissaire Mike Kiley)
- Lynne Moody (en) (Dr. Marion Skinner)
- Alvin Sanders (Charles)

- Deuxième et dernière apparition de Zito.
- Deuxième apparition de Kate Murphy, elle reviendra pour une dernière fois dans l'épisode 8.
- Troisième et dernière apparition d'Alvin Sanders, il jouait déjà un gardien dans l'épisode 7 (S4) mais il ne porte pas le même nom.
- Cinquième et dernière apparition de Jackson Davies (en) dans la série, pour sa troisième apparition de Mike Kiley, cette fois-ci il est promu commissaire.

### Épisode 7:Le testament de Harry
40196-109
- États-Unis : 5 novembre 1990 sur ABC
- France : 13 janvier 1991 sur Antenne 2

- Lyle Alzado (en) (Tiny)
- Dick Butkus (Earl Dent)
- James Doohan (Speedy)
- Henry Gibson (Le client du drive)
- Sandra Gould (La dame de la soupe)
- Rich Little (Biff Arnold)
- Marion Ramsey (L'officier de police)
- Marion Ross (Sœur Robin)
- Jesse White (Mel)
- Wendy O. Williams (Big Mama)
- Abe Vigoda (VF : Georges Atlas) (Bill Cody)
- Henry Winkler (Wilton Newberry)

- Pete n'apparaît pas dans cet épisode.
- Henry Winkler, un des producteurs de la série, tient le rôle du loufoque notaire Wilton Newberry, non crédité au générique.
- Marion Ross et Henry Winkler ont joué dans la série Happy Days.
- Marion Ramsey, personnage récurrent de la saga Police Academy, joue… un policier.
- Dernière apparition dans la série de John Anderson et de son personnage Harry Jackson. L'acteur décédera quelques mois après l'arrêt de la série.
- Henry Gibson fera une deuxième apparition (S7-E9) puis jouera Marul dans Stargate SG1 (S5-E20).
- Shane Meier joue cette fois-ci MacGyver jeune, plus tard il sera Garan dans Stargate SG1 (S3-E17).

### Épisode 8:MacGyver et les femmes
40196-112
- États-Unis : 12 novembre 1990 sur ABC
- France : 3 mars 1991 sur Antenne 2

- Kim Zimmer (Lieutenant Kate Murphy)
- Brigitta Stenberg (en) (Maria Romburg)
- Traci Lords (Jenny Reiner)
- Robert Donner (Milt Bozer)
- Robin Mossley (Wilt Bozer)
- Marshall R. Teague (Logan)
- Frank C. Turner (en) (News)
- Dale Wilson (en) (Sundance)
- Bill Croft (Tansey)

- Troisième et dernière apparition de Kate Murphy et de son actrice Kim Zimmer.
- Deuxième et dernière apparition de Maria Romburg et de son actrice Brigitta Stenberg (en).
- Alors que le rôle de Jennifer Reiner était tenu par Holly Fields (en) dans l'épisode La Fugitive (4x13), il est cette fois-ci tenu par Traci Lords.
- Cet épisode marque le fin des participations dans la série des acteurs Robert Donner, Robin Mossley, Frank C. Turner (en) et Dale Wilson, qui sont apparus respectivement quatre fois, huit fois, trois fois et cinq fois au cours des différentes saisons.
- Robin Mossley jouera 2 rôle dans Stargate SG1 (S4-E6 et S10-E2) avant de retrouver Amanda Tapping dans Sanctuary (S3-E3). Franck C. Turner jouera aussi dans Stargate SG1 (E5-E11). Dale Wilson jouera lui aussi dans Stargate SG1 (S6-E14) avant de devenir la voix de Gus Bonner dans Stargate Infinity.
- Marshall R. Teague fait quant à lui sa deuxième apparition après avoir joué Steve Morrison dans l'épisode Le Renégat (4x18), il jouera Colonel Frank Cromwell dans Stargate SG1 (S2-E16).
- Troisième apparition de Bill Croft.

### Épisode 9:Amères Récoltes
40196-113
- États-Unis : 19 novembre 1990 sur ABC
- France : 10 mars 1991 sur Antenne 2

- James Medina (VF : Thierry Wermuth) : (Alex Silva)
- Richard C. Sarafian (Caspar Kasabian)
- Joey Aresco (Nicholas Kasabian)
- Yvette Cruise (Carmen Garcia)
- Anthony Pena (en) (Hector Lopez)
- Allan Lysell (Le Shérif)

- Pete n'apparaît pas dans cet épisode.
- Deuxième et dernière apparition d'Anthony Pena (première apparition dans l'épisode Voie sans issue (1x07) dans le rôle d'Elias).
- Quatrième et dernière apparition d'Allan Lysell, il rejoindra Stargate SG1 dans le rôle de Del Tynan le temps d'un épisode (S7-E8).

### Épisode 10:Le Visiteur
40196-114
- États-Unis : 3 décembre 1990 sur ABC
- France : 17 mars 1991 sur Antenne 2

- Ken Pogue (Le shérif)
- Beth Toussaint (en) (Dawn Rigel)
- Christopher Gaze (en) (Phil Sternwise)
- Michael Ryan (Ray Rigel)
- Larry Musser (John Wiley)
- Kaj-Erik Eriksen (Tommy Wiley)
- Suzie Payne (Sarah Wiley)

- Pete n'apparaît pas dans cet épisode.
- Deuxième et dernière apparition de Kaj-Erik Eriksen après avoir joué Jacob Miller dans l'épisode Les Étrangers (4x03).
- Troisième et dernière apparition de Christopher Gaze, il rejoindra Stargate SG1 le temps d'un épisode (Tevaris S10-E14) puis rejoindra Amanda Tapping pour un épisode.

### Épisode 11:Va y avoir du sport!
40196-115
- États-Unis : 17 décembre 1990 sur ABC
- France : 24 mars 1991 sur Antenne 2

- Kent McCord (Novis Riley)
- Malcolm Stewart (en) (Bill Marsh)
- Tim Rossovich (en) (Willard)
- Catherine Zak (Wendy Riley)
- Reggie Jackson (lui-même)
- Della Reese (Mama Colton)

- Pete n'apparaît pas dans cet épisode.
- MacGyver reprend le rôle de Dexter pour la dernière fois.
- Première apparition de Mama Colton (Della Reese). Della Reese a joué le rôle de la maman de Barracuda dans L'Agence tous risques.
- Troisième et dernière apparition de Tim Rossovich.
- Deuxième et dernière apparition de Malcolm Stewart.
- Deuxième et dernière apparition de Brock Johnson (ici le gérant du magasin), il jouera un petit rôle dans Stargate SG1 (S10-E5).

### Épisode 12:Amour de jeunesse
40196-116
- États-Unis : 7 janvier 1991 sur ABC
- France : 31 mars 1991 sur Antenne 2

- Mary Ann Pascal (en) (Ellen Stuart Jerico)
- Paul Haddad (Nikolai Rostov)
- Madison Mason (Le détective privé)
- Adam Gregor (Sergei)
- Robert Pine (Ralph Jerico)
- Ken Kirzinger (Le garde du corps)
- Kevin Hayes (le reporter, Vince King)

- Pete n'apparaît pas dans cet épisode.
- Troisième et dernière apparition de Madison Mason.
- Deuxième et dernière apparition d'Adam Gregor.
- Deuxième et dernière apparition de Ken Kirzinger. Plus tard, il jouera des rôles de Jaffa dans Stargate SG1 puis aura le rôle de Bartender dans Stargate Atlantis (S4-E18), il réalisera également des cascades pour Stargate SG1 et Sanctuary.
- Quatrième apparition de Kevin Hayes, il en fera encore deux autres (E13 et 17). Il joue a chaque fois un reporter ou un présentateur.

### Épisode 13:Terre stérile
40196-117
- États-Unis : 21 janvier 1991 sur ABC
- France : 21 avril 1991 sur Antenne 2

- Jim McMullan (Andrew Bartlett)
- Mitzi Kapture (Laura Bartlett)
- John Pyper-Ferguson (Scott Bartlett)
- Bruce Harwood (Willis)
- Rick Pearce

- Pete n'apparaît pas dans cet épisode.
- Deuxième et dernière apparition dans la série de Mitzi Kapture après avoir joué Katie dans l'épisode Deux hommes et un couffin (3x18).
- Troisième apparition de Bruce Harwood dont 2 en tant que Willis (il en fera encore 2 dans le même rôle E20 et 21) plus tard il fera une petite apparition au SGC (S6-E4) mais il est surtout connu pour son rôle de John Fitzgerald Byers dans X-Files.
- Cinquième apparition de Kevin Hayes toujours dans un rôle de journaliste, il en fera une dernière dans l'épisode 17.
- Rick Pearce rejoindra Stargate SG1 pour de petits rôles de Jaffa ou de garde et en tant que cascadeur.

### Épisode 14:L’Œil d'Osiris
40196-118
- États-Unis : 4 février 1991 sur ABC
- France : 7 avril 1991 sur Antenne 2

- Deborah Foreman (Beth Webb)
- Kai Wulff (Nicolas von Leer)
- Antony Stamboulieh (Hakim)
- Peter Haworth (Professeur Axford)
- Mark Acheson (Kurush)

- Pete n'apparaît pas dans cet épisode.
- Kai Wulff joue dans cet épisode son quatrième et dernier personnage de la série : Nicolas von Leer, le frère d'Erich, aperçu dans le double épisode La légende de la Rose sacrée (5x1 & 5x2).
- Troisième et dernière apparition d'Antony Stamboulieh ; il revient dans son rôle de Hakim, découvert dans l'épisode Voyage au royaume des ombres (5x21).
- Mark Acheson jouera le prisonnier Vishnoor dans Stargate SG1 (S2-E3) puis deviendra la voix de Da'kyll dans Stargate Infinity

### Épisode 15:Libéré sur parole
40196-119
- États-Unis : 11 février 1991 sur ABC
- France : 28 avril 1991 sur Antenne 2

- Dick Butkus (Earl Dent)
- Gwynyth Walsh (Montana)
- Don Stroud (Jerry Kluge)
- Bill Croft (Rote)
- Scott Owen (Derrick)
- Tony Dakota (l'enfant)

- On voit Pete mettre des gouttes dans ses yeux au début de l'épisode, présageant sa maladie.
- Après avoir combattu MacGyver dans l'épisode Le Testament de Harry (6x07), Dick Butkus dans rôle d'Earl Dent se range à ses côtés dans cet épisode. Il jouera une dernière fois dans la saison 7 (E10).
- Don Stroud fait sa deuxième et dernière apparition après avoir joué le Commandant Hiliard dans l'épisode Le Renégat (4x18).
- Gwynyth Walsh jouera Kelmaa la reine Egeria dans Stargate SG1 (S6-E10).
- Quatrième et dernière apparition de Bill Croft, plus tard, il jouera le Jaffa Sindar dans Stagate SG1 (S4-E21).
- Troisième et dernière apparition d'Howard Storey.
- Scott Owen jouera deux rôle dans Stargate SG1 : d'abord le Sergent Mackenzie (S8-E10) puis un technicien (S9-E1).
- Deuxième et dernière apparition de Tony Dakota.

### Épisode 16:Témoin sans parole
40196-120
- États-Unis : 18 février 1991 sur ABC
- France : 5 mai 1991 sur Antenne 2

- Nicolas Coster (Doc)
- Marie Stillin (Rachel)
- John Considine (en) (Aaron Sandler)
- Scott Bellis (en) (Danny)
- Todd Duckworth (Riker)
- Blu Mankuma (Inspecteur Rhome)
- Paul Bittante (gardien)

- Pete n'apparaît pas dans cet épisode.
- John Considine, qui est le scénariste du film, joue aussi le rôle d'Aaron Sandler.
- Deuxième apparition de John Considine.
- Marie Stillin  jouera la grande Chancelière Travell dans 3 épisodes de Stargate SG1 (S3-E15 et 18 S5-E9).
- Troisième et dernière apparition de Blu Mankuma dont deux en tant que le lieutenant Rhome ; après une apparition comme sheriff dans Stargate SG1, il fera des voix dans Stargate Infinity dont Halak.
- Quatrième et dernière apparition de Paul Bittante.
- Amanda O'Leary qui joue la sans-abri qui montre où est Doc jouera le docteur Cole dans Stargate SG1 (S1-E13).

### Épisode 17:Confiance aveugle
40196-121
- États-Unis : 4 mars 1991 sur ABC
- France : 12 mai 1991 sur Antenne 2

- Irene DeBari (en) (Samantha Lora)
- Michael MacRae (Paul Stams)
- Ed Trotta (en) (Colonel Cardoso)
- Héctor Mercado (Ramos)
- Andrew Rhodes (Nelson Richardson)

- Dans cet épisode, Pete avoue à MacGyver qu'il a un glaucome. En fait, c'est l'acteur Dana Elcar lui-même qui développe cette maladie, et la fait subir également à son personnage.
- Troisième et dernière apparition de Michael MacRae.
- Deuxième et dernière apparition d'Ed Trotta.
- Deuxième et dernière apparition d'Andrew Rhodes.
- Sixième et dernière apparition de Kevin Hayes, toujours dans un rôle de journaliste (2ème en tant que Vince King).

### Épisode 18:Deux Vieilles Dames charitables
40196-122
- États-Unis : 18 mars 1991 sur ABC
- France : 19 mai 1991 sur Antenne 2

- Natalie Core (Faith Lacey)
- Helen Page Camp (Hope Lacey)
- Antony Holland (en) (Leo Burns)
- Paul Boretski (Bobby)
- Barry Greene (Abe)
- Herb Edelman (Gorman)

- Pete n'apparaît pas dans cet épisode.
- Helen Page Camp, qui joue Hope Lacey, est décédée seulement quelques mois après la diffusion de l'épisode à l'âge de soixante ans.
- Deuxième apparition d'Herb Edelman ; il était Tubbs dans l'épisode L'Amadeus perdu (5x18).
- Troisième et dernière apparition d'Antony Holland (en).
- Troisième et dernière apparition de Barry Green, plus tard il jouera Hendon dans Stargate Atlantis (S2-E6).

### Épisode 19:Le Retour de Murdoc
40196-123
- États-Unis : 8 avril 1991 sur ABC
- France : 26 mai 1991 sur Antenne 2

- Kristen Meadows (en) (Suzanne Walker)
- Rochelle Greenwood (Amy Walker)

- C'est le deuxième épisode où MacGyver se retrouve amnésique. Il avait également perdu la mémoire dans l'épisode MacGyver mort ou vif (2x21).
- Avant dernière apparition de Murdoc.
- Kristen Meadows est surtout connue pour son rôle de Victoria Lane dans Santa Barbara.
- Michael Puttonen (l'homme du HIT assis à droite) jouera le prisonnier Simian dans Stargate SG1 (S2-E3) puis Smeadon dans Stargate Atlantis (S1-E9).

### Épisode 20:Les Sentiers des larmes
40196-124
- États-Unis : 26 avril 1991 sur ABC
- France : 9 juin 1991 sur Antenne 2

- Michael Gregory (Larry Whitecloud)
- Nick Ramus (en) (Loup-Hurlant)
- Jack Bannon (en) (Johnson)
- Gerry Bean (en) (Dick Russell)
- R. Nelson Brown (Le partenaire de Russell)
- Bruce Harwood (Willis)
- Gordon Tootoosis (Phil Crow)
- William B. Davis (Le juge)

- Pete n'apparaît pas dans cet épisode.
- Quatrième apparition de Bruce Harwood dont la troisième en tant que Willis.
- Quatrième et dernière apparition de Gerry Bean.
- Troisième et dernière apparition de R. Nelson Brown plus tard, il sera Quid dans Sanctuary.
- Deuxième et dernière apparition de Gordon Tootoosis.
- William B.Davis sera l'homme à la cigarette dans X-Files ; il passera par Stargate SG1 en tant que Damaris (S9-E8 et E11)

### Épisode 21:Souvenirs
40196-125
- États-Unis : 6 mai 1991 sur ABC
- France : 16 juin 1991 sur Antenne 2

- Linda Darlow (Connie Thornton)
- Bruce Harwood (Willis)

- Cet épisode est le dernier de la saison 6.
- Comme dans les épisodes Copains (2x20) et Jeu de piste mortel (4x19), cet épisode comprend de nombreux flash-back :
  - (saison 5, épisode 7) Entrée en fac
  - (saison 5, épisode 17) Infiltration en eaux profondes
  - (saison 5, épisode 21) Voyage au royaume des ombres
  - (saison 4, épisode 17) Ondes de choc
  - (saison 4, épisode 16) Non, je rêve ou quoi ?
  - (saison 4, épisode 4) Deux Ailes et une prière
  - (saison 4, épisode 9) Cleo Rocks
- Connie Thornton est cette fois-ci joué par Linda Darlow, alors que c'était Penelope Windust qui tenait ce rôle dans l'épisode Affaires de famille (2x12).
- Dernière apparition dans la série de Bruce Harwood dans son rôle de Willis.